# Rue des Italiens
La rue des Italiens est une voie du 9e arrondissement de Paris, en France.

## Situation et accès
La rue des Italiens est une voie située dans le 9e arrondissement de Paris. Elle débute aux 26-30, boulevard des Italiens et se termine aux 3-11, rue Taitbout.
Elle est desservie par les lignes 8 et 9 à la station Richelieu - Drouot.

## Origine du nom
Elle doit son nom à son voisinage avec le boulevard des Italiens qui tient son nom  au Théâtre-Italien, occupé aujourd'hui par l'Opéra-Comique, qui y fut construit en 1783.

## Historique
Cette voie est ouverte à partir de 1911 sous sa dénomination actuelle.
Un cours d'architecture de l’École centrale des arts et manufactures, par le professeur Édouard Arnaud, en 1923, est entièrement consacré à la percée de la rue des Italiens.

## Bâtiments remarquables et lieux de mémoire

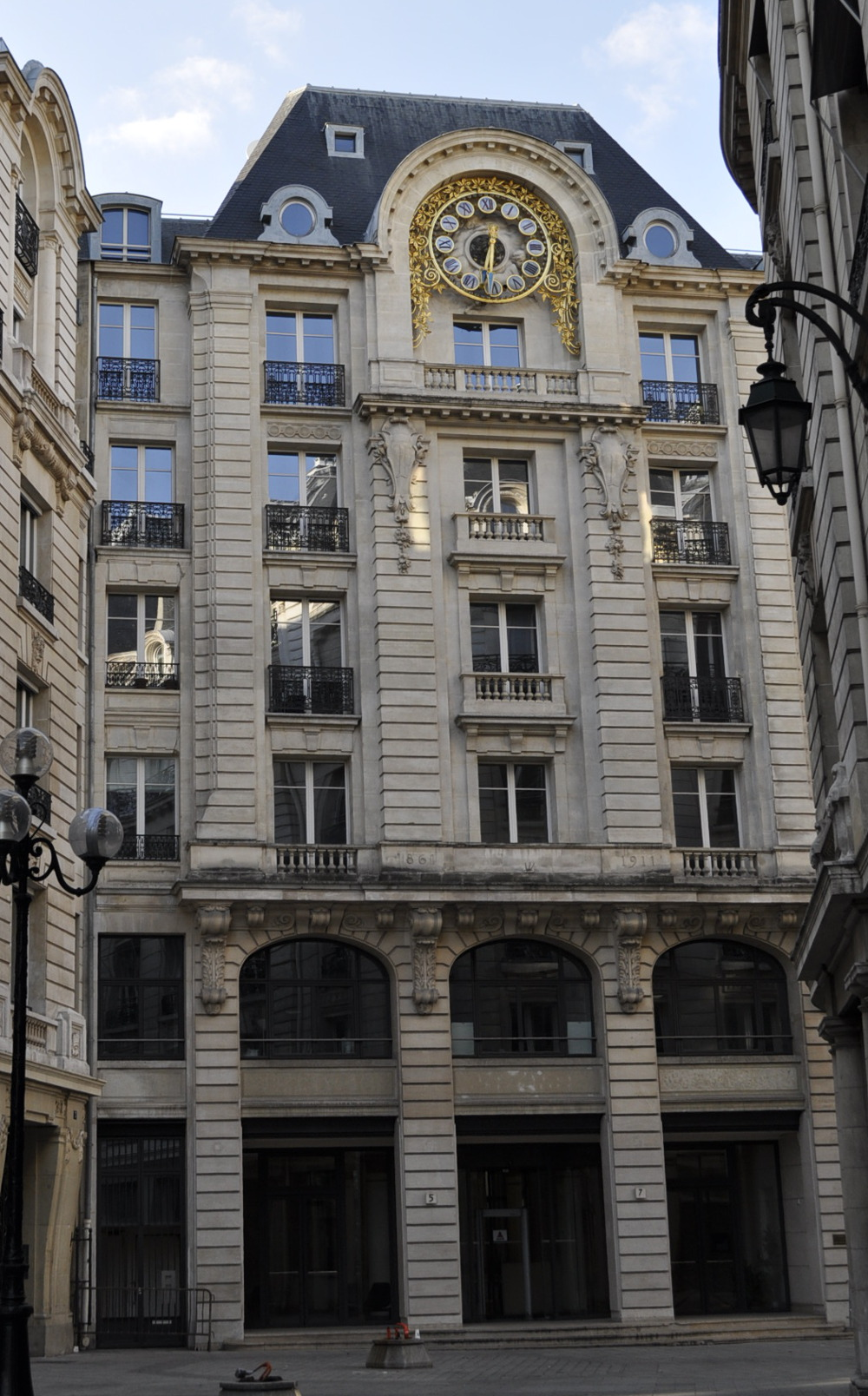
Immeuble au no 5 (photo prise en 2015).

- La rue est bordée d’immeubles identiques, faisant retour sue le boulevard des Italiens, réalisés par l’architecte Édouard Arnaud[2].
- Nos 5-7 : cet immeuble de style post-haussmannien a été construit en 1911 par l'architecte Alexis Falconnet[3]. Sa façade possède une horloge monumentale. Il fut autrefois le siège social du journal Le Temps, entre 1861 et 1942, puis siège social du journal Le Monde de 1944 à 1989[4] avant d'accueillir de 1999 à 2018 le pôle financier du tribunal de grande instance de Paris.